# Bruchophagus tasmaniensis
Bruchophagus tasmaniensis är en stekelart som först beskrevs av Girault 1926.  Bruchophagus tasmaniensis ingår i släktet Bruchophagus och familjen kragglanssteklar. Inga underarter finns listade.